# 鍋島直章
鍋島 直章（なべしま なおあき）は、江戸時代後期の肥前国佐賀藩士。白石鍋島家第6代当主。

## 略歴
天明2年（1782年）2月5日、佐賀藩白石邑主鍋島直賢の子として生まれる。文化2年（1805年）9月、藩主鍋島斉直の妹・於變と結婚する。文化4年（1807年）5月に父直賢が死去し、家督を相続した。
文化11年（1814年）、多久茂鄰が財政悪化の責任を問われて請役を罷免され、直章が藩財政を担う相続方頭人を命じられる。
文政2年（1819年）の財政難により、参府繰り延べを求めるため、斉直に拝謁を求めて登城したが、御側頭の有田権之允に阻まれた。文政4年（1821年）、大坂借銀方破綻により、家中に1500両もの借上を課され、度重なる重税に反発する家中十五組に同調し有田と対立した。
文政6年（1823年）、有田の画策で、それまで国元の重臣が担っていた相続方、請役も側役が兼任することとなった。同年8月、家中に3年間の相続米渡し（知行制の停止）が命じられ、家中の激しい不満を受けて、文政7年（1824年）7月、直章、鍋島茂義、鍋島茂延（横岳鍋島家）、鍋島茂堯（神代鍋島家）ら重臣が変名を使って江戸に出府する。9月に、江戸藩邸で側役有田権之充、納富十右衛門を拘束し、目付を付けて国元に護送して切腹させた（文政7年の政変）。
文政8年（1825年）3月、政雑惣心遣と仕与所頭人を兼務し、斉直に藩政を任されるが、10月に世子斉正が将軍家斉の娘・盛姫と結婚し、その莫大な費用で藩財政はますます窮乏した。文政10年（1827年）、蔵方役人の中牟田三左衛門が、窮余の策で諸役方の必要な手続きを踏まずに、独断で米筈（藩札）を発行したが、その米筈が無効とされ騒動となり、中牟田が切腹する事件が起こった（赤札事件）。実際は、中牟田の独断ではなく、直章や茂堯（神代鍋島家）も発行に関与したとされ、3月に隠居し、家督を直喬に譲る。
天保12年（1841年）、再家督して藩主斉正に仕えた。のち、孫の直暠に家督を譲り隠居する。文久元年（1861年）2月に死去し、本行寺に葬られた。享年80。

## 参考サイト
- 小城藩日記データベース